# Wereldkampioenschappen schoonspringen 2022 – tienmetertoren synchroon gemengd
Het synchroonspringen vanaf de tienmetertoren voor gemengde duo's tijdens de wereldkampioenschappen schoonspringen 2022 vond plaats op 1 juli 2022 in de Donau-arena in Boedapest.

## Uitslag
| Rang   | Land             | Namen                                  | Punten |
| ------ | ---------------- | -------------------------------------- | ------ |
| Goud   | China            | Duan Yu Ren Qian                       | 341,16 |
| Zilver | Oekraïne         | Oleksiy Sereda Sofiya Lyskun           | 317,01 |
| Brons  | Verenigde Staten | Carson Tyler Delaney Schnell           | 315,90 |
| 4      | Duitsland        | Lou Massenberg Elena Wassen            | 286,38 |
| 5      | Italië           | Eduard Timbretti Sarah Jodoin Di Maria | 269,34 |
| 6      | Cuba             | Carlos Ramos Anisley García            | 263,91 |
| 7      | Zuid-Korea       | Yi Jaeg-yeong Cho Eun-bi               | 249,39 |
| 8      | Frankrijk        | Gary Hunt Jade Gillet                  | 246,39 |
| 9      | Australië        | Domonic Bedggood Melissa Wu            | 243,12 |